# Digitaria dunensis
Digitaria dunensis är en gräsart som beskrevs av Paul Goetghebeur. Digitaria dunensis ingår i släktet fingerhirser, och familjen gräs. Inga underarter finns listade i Catalogue of Life.